# 예수 기도

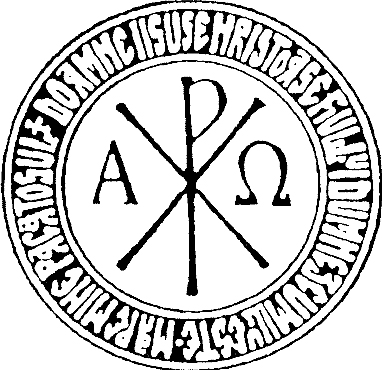
루마니아어로 된 예수 기도가 들어간 크리스토그램: Doamne Iisuse Hristoase, Fiul lui Dumnezeu, miluieşte-mă pe mine păcătosul (“주 예수 그리스도, 하느님의 아드님, 죄인인 저를 불쌍히 여기소서.”).

예수 기도(그리스어: Η Προσευχή του Ιησού)는 동방 정교회 내에서 가장 보편화되어 있는 짧은 기도이다. 기도문의 내용은 무척 짧고 단순명료한데, 다음과 같다.
| “ | Κύριε Ἰησοῦ Χριστέ, Υἱὲ τοῦ Θεοῦ, ἐλέησόν με τὸν ἁμαρτωλόν. | ” |

| “ | 주 예수 그리스도, 하느님의 아들이시여, 이 죄인을 불쌍히 여기소서. | ” |

예수 기도는 동방 정교회 역사 전체를 통틀어서 가장 대중적인 기도이며, 종종 개인이 금욕 생활을 할 때 계속해서 암송하는 경우가 많다. 예수 기도는 헤시카즘이라는 이름으로 알려진 은수자들의 전통적인 기도 생활의 필수적인 요소이기도 하다.

## 유래와 역사
예수 기도의 역사적인 기원은 시나이의 헤시카즘(Sinaite Hesychasm)에서 유래되었으며, 사막 교부들의 관상적 전통을 통해 전승되다가 14세기 전후 비잔틴 시대에 제도권 동방 교회로 유입된 것으로 본다. 동방 정교회의 공식적인 가르침 가운데에 헤시카즘이 포함됨에 따라 예수 기도 역시 헤시키아적 영성을 실현하는 구체적인 수련 방안으로 권장된 것이다.
동방 정교회의 가르침에 따르면, 예수 기도의 성경적인 기원은 사도 파울로스의 초기 서신인 데살로니카인들에게 보낸 첫째 편지에 기록되어 있는 "늘 기도하십시오"라는 권고에 따른 것이다. 또한, 예수의 산상수훈 가운데 "빈말을 되풀이하지 마라"는 예수의 주문에 합치하기 위한 기도이기도 하다. 절대적 고요와 평화의 상태인 헤시키아에 도달하지 않은 상태에서 나오는 기도는 빈말을 되풀이 하는 것에 불과하다. 따라서 단순한 형식을 통해 마음의 단순성을 꾀하고 예수의 이름이 가진 능력을 힘입어 정념을 배제하여 단순한 마음 상태인 헤시키아에 돌아가게 도와주는 기도가 바로 예수 기도인 것이다.
예수 기도의 형태가 최초로 형식화 된 것은 14세기 콘스탄티노플 대주교였던 칼리스토스 1세였다. 그가 헤시키스트를 위한 생활 규범에서 최초로 제시한 예수기도의 형태는 주 예수 그리스도 하느님의 아들이시여, 자비를 베푸소서로서, 여기에서는 "죄인"(τον αμαρτωλόν)이라는 단어가 빠져 있었다. 그러나 후대에 와서 루가의 복음서 18장 13절의 기도문 "오, 하느님! 죄 많은 저에게 자비를 베풀어주십시오"와 자연스럽게 융합되어 "죄인"이 추가되었다.

## 신학적 의미
1. 예수 기도는 신-인간이라는 그리스도의 두 본성을 동시에 선언하고 있다.
즉, 기도의 전반부인 "예수 그리스도 하느님의 아들"에서, 인간의 이름 "예수"는 마리아에게서 난 사람의 아들이라는 정체성을 표현하며, "하느님의 아들"이라는 표현을 통해 신의 아들로서의 정체성을 표현한다.

2. 삼위일체 세 위격을 암시한다.
삼위를 구성하는 성부와 성자가 기도에서 외현적으로 드러남은 분명하다. 한편, 사도 파울로스는 고린토인들에게 보낸 첫째 편지 12장에서 "성령의 인도를 받지 않고서는 아무도 "예수는 주님이시다." 하고 고백할 수 없습니다."라고 선언한다. 따라서 예수 기도의 전반부에 나오는 "주 예수 그리스도"의 부분은 성령에 대한 암시를 포함하는 것이다.

3. 내향적이면서 외향적인 기도이다.
이 기도는 소리를 내어 반복되는 육체적 기도라는 점에서 외향적인 성격을 지니면서, 동시에 내향적인 성격을 지니고 있다. 한쪽으로 편향되기 쉬운 외향과 내향 그리고 지성과 마음의 통합을 지향하는 묘미를 지닌 기도라고 할 수 있다.

## 같이 보기
- 기도 매듭
- 성공회 묵주
- 헤시카즘